# Lil Pump
Lil Pump, pseudonimo di Gazzy Garcia (Miami, 17 agosto 2000), è un rapper e cantautore statunitense.
È uno dei principali rapper della new school americana e che si caratterizza per le sonorità trap. Il suo successo è inoltre dovuto all'utilizzo della piattaforma di streaming musicale SoundCloud per la pubblicazione dei suoi primi brani.
La sua canzone Gucci Gang del 2017 ha raggiunto la terza posizione della Billboard Hot 100, ed è stata certificata quattro volte platino l'8 febbraio 2019 dalla Recording Industry Association of America. I suoi maggiori successi sono I Love It (con Kanye West), Flex like ouu, Esskeetit, Gucci Gang, Drug Addicts, Boss e D Rose. Ha pubblicato il suo album di debutto in studio Lil Pump il 6 ottobre 2017. La sua canzone Welcome to the Party è stata inclusa nella colonna sonora del film Deadpool 2. Il 22 febbraio 2019 pubblica il suo secondo album in studio Harverd Dropout.

## Biografia
I suoi genitori divorziarono quando Gazzy aveva solo sei anni, successivamente sua madre si è trasferita a Miami dopo aver dato alla luce il suo fratellastro maggiore.
A tredici anni suo cugino nonché rapper Lil Ominous lo presentò a Omar Pineiro, meglio noto con lo pseudonimo Smokepurpp. In seguito i due hanno collaborato spesso. Garcia e Pineiro furono espulsi da diverse scuole distrettuali. Più tardi frequentò la Charles W. Flanagan High School, tuttavia fu espulso in prima media per rissa e incitamento ad una rivolta.
Garcia afferma di non essere in grado di leggere a causa della dislessia, come dichiarato sui social media e nei suoi testi.

### 2016: Inizi e primi singoli
La carriera da rapper di Lil Pump è iniziata quando Omar Pineiro produsse un brano e gli chiese di realizzarvi sopra un freestyle. Il singolo, Lil Pump, è stato pubblicato su etichetta indipendente nel 2016 sul sito di streaming musicale SoundCloud. Più tardi, Lil Pump ha composto altri singoli come Elementary, Ignorant, Gang Shit e Drum$tick, con oltre tre milioni di stream per ciascuno di essi. Il successo dei suoi brani su SoundCloud gli è valso il riconoscimento della scena rap underground della Florida del Sud, in uno stile noto come SoundCloud rap. È stato uno degli artisti principali del tour No Jumper del 2016 e si è esibito anche al Rolling Loud Festival.

### 2017: Popolarità eLil Pump

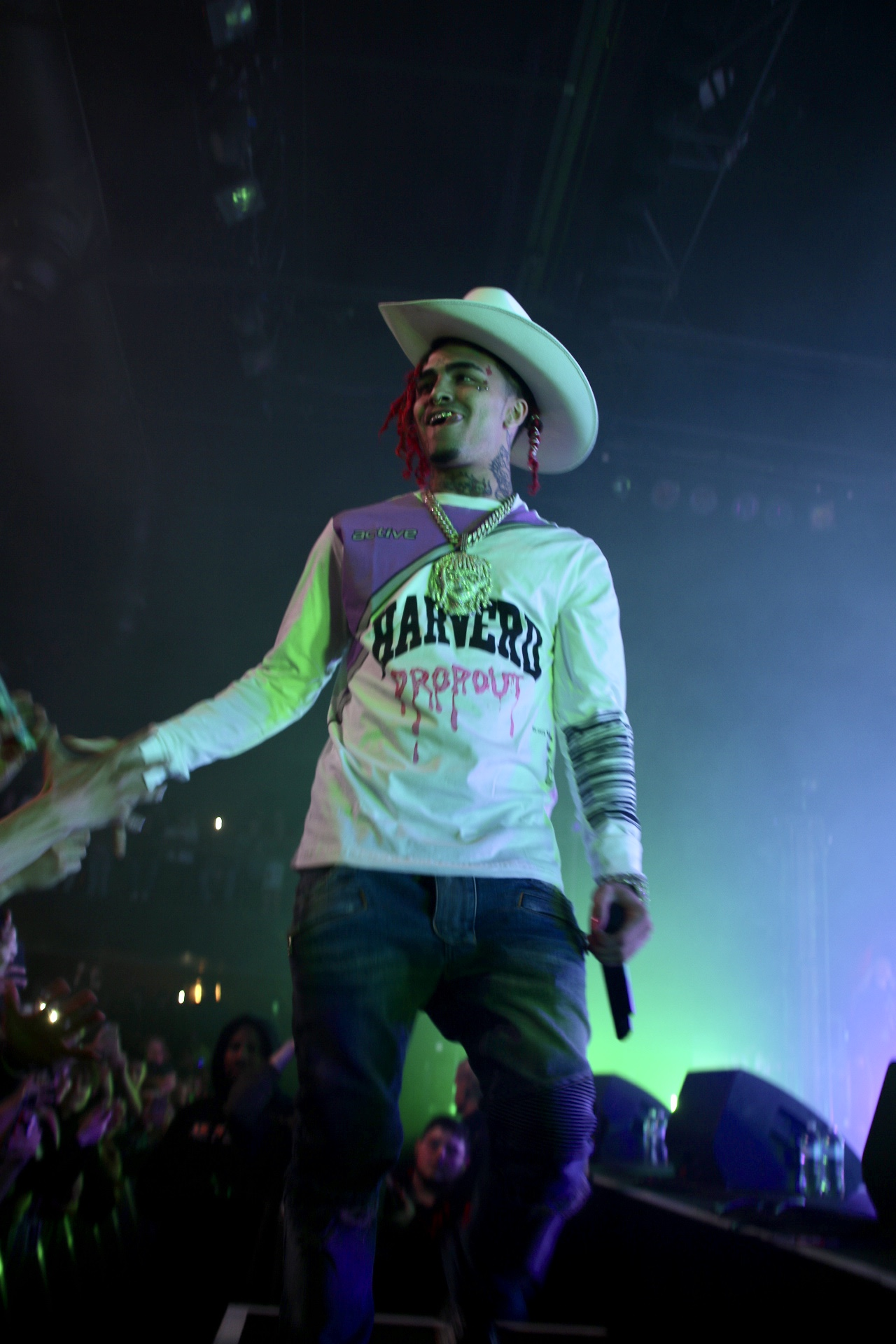
Lil Pump nel 2019

All'inizio del 2017, Lil Pump ha pubblicato i singoli D Rose e Boss, in seguito diventati i suoi successi più importanti su SoundCloud, totalizzando oltre 70 milioni di stream tra entrambi. La popolarità di D Rose ha portato alla realizzazione di un video musicale prodotto dal regista Cole Bennett, conosciuto anche come Lyrical Lemonade. Il video musicale è stato pubblicato su YouTube il 30 gennaio 2017 e ha collezionato 145 milioni di visualizzazioni a partire dal luglio 2018. Il 9 giugno 2017, Lil Pump ha firmato un contratto discografico con Tha Lights Global e Warner Bros. Records, appena due mesi prima del suo diciassettesimo compleanno. Tuttavia, nel gennaio 2018, il suo contratto con la Warner Bros. Records fu annullato perché era ancora minorenne al momento della firma.
Nel mese di luglio 2017, Lil Pump ha annunciato tramite Twitter che il suo album di debutto era in lavorazione e che sarebbe stato pubblicato ad agosto. Sebbene l'album non sia stato pubblicato ad agosto, Lil Pump ha comunque pubblicato la canzone Gucci Gang, primo suo brano ad entrare nella Billboard Hot 100, raggiungendo la posizione numero tre l'8 novembre 2017. L'11 gennaio 2018 la canzone è stata certificata oro e platino dalla Recording Industry Association of America e il 31 luglio 2018 è stata certificata triplo platino.
Il 6 ottobre 2017 ha pubblicato il suo album di debutto commerciale Lil Pump, con le partecipazioni di Smokepurpp, Gucci Mane, Lil Yachty, Chief Keef, Rick Ross e 2 Chainz.

### 2018-2019: Harverd Dropout

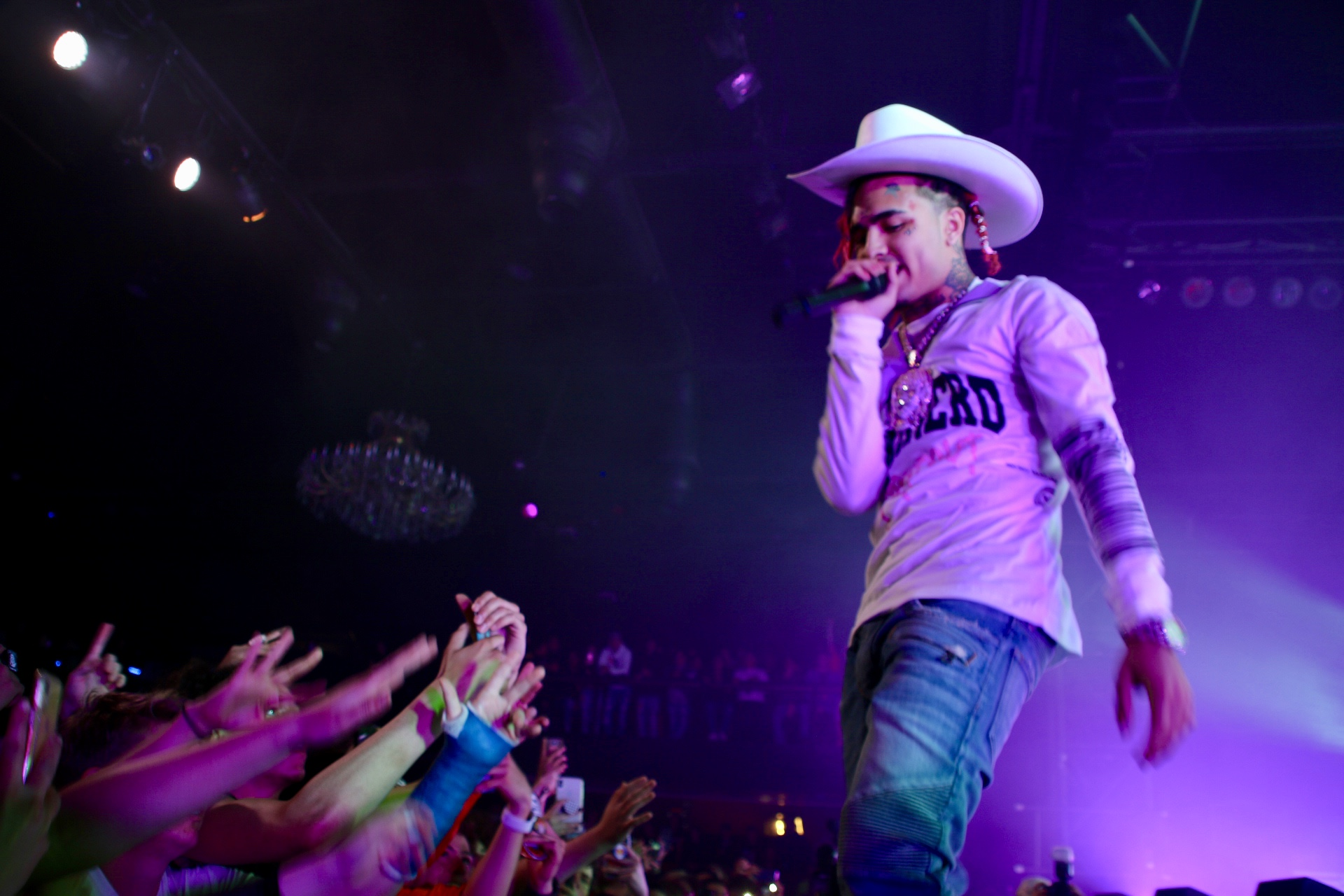
Lil Pump al Fillmore Auditorium nel gennaio 2019

Il 18 gennaio 2018 Lil Pump ha pubblicato I Shyne, prodotta da Carnage. Dopo aver comunicato di aver lasciato la sua ex etichetta Warner Bros. Records, avendo ricevuto offerte per oltre 12 milioni di dollari da case concorrenti, il 12 marzo 2018 ha firmato nuovamente un altro contratto con la Warner Bros. per 8 milioni di dollari.
Il 13 aprile 2018 Lil Pump ha pubblicato Esskeetit, che ha raggiunto la posizione numero 24 della Billboard Hot 100. Nel luglio 2018, ha pubblicato il singolo Drug Addicts insieme ad un video musicale con Charlie Sheen.
Il 7 settembre 2018 Lil Pump ha collaborato con Kanye West e la comica Adele Givens nel brano I Love It. La canzone è passata direttamente alla prima posizione della Billboard Canadian Hot 100.
Nell'agosto 2018 Lil Pump ha annunciato un tour per promuovere il suo album inedito Harverd Dropout, cancellato un mese dopo a causa di "circostanze impreviste". Il 5 ottobre 2018 pubblicò il singolo Multi Millionaire con Lil Uzi Vert.
Il 25 ottobre 2018 il produttore Skrillex ha pubblicato il brano Arms Around You, in collaborazione con Lil Pump, XXXTentacion, Maluma e Swae Lee.
Il 16 dicembre 2018 Garcia fu accusato di essere razzista nei confronti della comunità asiatica perché i testi del suo brano Butterfly Doors contenevano stereotipi e insulti asiatici. Ciò ha avuto una reazione negativa sui media e ha indotto i rapper cinesi a pubblicare tracce dissing nei suoi confronti. Il video è stato infine rimosso dalla sua pagina Instagram ma non dal suo profilo Twitter. Il 24 dicembre 2018 ha caricato un video di scuse su Instagram.
Il 31 gennaio 2019 Garcia ha pubblicato il singolo Racks on Racks, insieme al relativo video musicale. Il 21 febbraio ha pubblicato il brano Be like Me con Lil Wayne, assieme al video musicale dove compaiono entrambi gli artisti. Il giorno successivo, viene pubblicato il suo secondo album in studio Harverd Dropout, con Kanye West, Lil Wayne, Offset, Quavo, Smokepurpp, Lil Uzi Vert e YG.Dopo l'album rilascia il singolo Pose to Do insieme a Quavo e French Montana. Chiuse il 2019 partecipando ai singoli Pookie Rmx di Aya Nakamura e Coronao Now di El Alfa, entrambi ottennero un buon successo.

### 2020-2021: No Name con Ronny J
Ad inizio 2020 Lil Pump pubblica il singolo Illuminati insieme al rapper portoricano Anuel AA, seguito dal successivo singolo Life like Me.
Ad inizio 2021 pubblica con il produttore e rapper Ronny J il singolo Racks to the Ceiling insieme a Tory Lanez, seguito dal singolo cantato in spagnolo Contacto insieme alla rapper Nesi. Il 10 dicembre 2021 esce l'album No Name con Ronny J, come unico feat rimane Tory Lanez, l'album si dimostrò un grande flop non entrando nelle classifiche e non essendo praticamente ascoltato.

### 2022-presente: Lil Pump 2
Nel 2022 Lil Pump torna con il singolo Mona Lisa insieme a Soulja Boy. Escono nel corso del 2022 anche i singoli All The Sudden, 1ST OFF, Splurgin, I'm Back, Mosh Pit e She Know insieme a Ty Dolla Sign. Tre di questi singoli entreranno a far parte all'album Lil Pump 2 pubblicato nel 2023. Nel 2023 Lil Pump pubblica il singolo Tesla in compagnia di Smokepurpp, riportando il vecchio stile di Lil Pump. Esce successivamente l'album Lil Pump 2 con all'interno i feat di Ty Dolla Sign, Smokepurpp, YoungBoy Never Broke Again, Rio Da Yung Og e G4 Boyz. Pubblica poi il singolo I Sell seguito da 6 Rings e Glow In The Dark, primi due estratti della deluxe dell'album pubblicata il 15 settembre 2023, con 4 canzoni aggiunte senza featuring. 
Nel 2024 partecipa al singolo YUMMY! di Jere Klein e Mateo On The Beatz.

## Stile e influenze
I brani di Lil Pump si rifanno a un tipico stile trap-lo-fi, con bassi distorti che richiamano anche lo stile di artisti quali XXXTentacion. L'hip-hop di Lil Pump è ostentazione, vanità e auto-elogio. Lil Pump ritiene di poter costituire un'enorme svolta per il rap statunitense, e, oltretutto, non ritiene possibile un paragone fra di lui e qualche altro artista.
Tra gli artisti che lo hanno ispirato, figurano Soulja Boy, Lil B, Chief Keef e Fredo Santana.

## Controversie

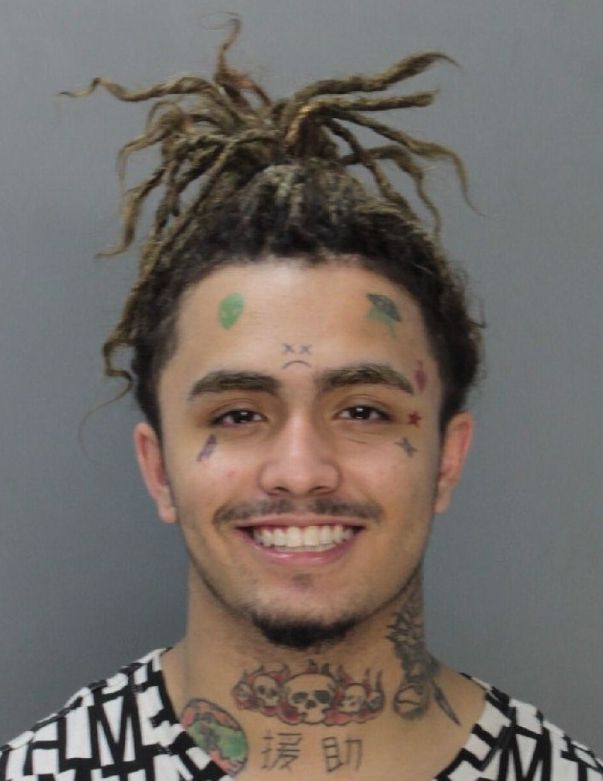
Foto segnaletica di Garcia nell'agosto del 2018

### Procedimenti giudiziari
Il 15 febbraio 2018, Lil Pump è stato arrestato per aver esploso dei colpi d'arma da fuoco in un luogo abitato. Secondo il suo manager, tre uomini hanno tentato di irrompere nella sua casa a San Fernando Valley intorno alle 16:00 prima di sparare alla porta. La polizia ha scoperto che lo sparo ha avuto origine dall'interno della casa, ed è tornata successivamente con un mandato di perquisizione, trovando nell'abitazione una pistola scarica e delle munizioni. La madre di Lil Pump è stata successivamente indagata per aver messo in pericolo un minorenne (poiché il rapper aveva ancora 17 anni) e avere un'arma non protetta a casa.
Il 29 agosto 2018, Lil Pump è stato arrestato per aver guidato senza patente a Miami. Il 3 settembre ha annunciato che sarebbe andato in prigione per "alcuni mesi" per una violazione della libertà vigilata derivante dall'arresto. Tuttavia, il 29 settembre è apparso sul programma televisivo americano Saturday Night Live. Nell'ottobre 2018, Il manager di Garcia ha dichiarato in un articolo di Billboard che il rapper aveva scontato una pena detentiva, ma non ha fornito ulteriori dettagli.
Il 4 dicembre 2018, Garcia è stato arrestato dalla polizia danese dopo un'esibizione a Vega, Copenaghen, per possesso di marijuana. Garcia è stato multato $700–800. In seguito, durante un live streaming, ha alzato il dito medio contro un agente di polizia mentre era detenuto. Per questa ragione le autorità gli hanno proibito di entrare nel paese per due anni.
Il 13 dicembre 2018, Garcia è stato arrestato in un aeroporto di Miami per condotta disordinata mentre stava per imbarcarsi su un volo; alla richiesta da parte della sicurezza di controllare i suoi bagagli per una sospetta presenza di cannabis, Garcia ha ostacolato le operazioni. Dopo aver constatato che non portava droghe con sé Garcia ha alzato i toni della discussione discutendo animatamente con gli addetti alla sicurezza e la polizia, e per questo è stato preso in custodia.

## Discografia

### Album in studio
- 2017 – Lil Pump
- 2019 – Harverd Dropout
- 2021 – No Name (con Ronny J)
- 2023 – Lil Pump 2

### Mixtape
- 2017 – Let's Get It! Or Die..

### Singoli
- 2016 – Elementary
- 2017 – Lil Pump
- 2017 – Boss
- 2017 – Flex Like Ouu
- 2017 – D Rose
- 2017 – Molly
- 2017 – Next (featuring Rich the Kid)
- 2017 – Gucci Gang
- 2018 – Designer
- 2018 – I Shyne (con Carnage)
- 2018 – Esskeetit
- 2018 – Welcome to the Party (con Diplo & French Montana featuring Zhavia Ward)
- 2018 – Drug Addicts
- 2018 – I Love It (featuring Kanye West)
- 2018 – Multi Millionaire (featuring Lil Uzi Vert)
- 2018 – Arms Around You (con XXXTentacion featuring Maluma & Swae Lee)
- 2019 – Butterfly Doors
- 2019 – Racks on Racks
- 2019 – Be like Me (featuring Lil Wayne)
- 2019 – Pose to Do (con French Montana & Quavo)
- 2019 – Coronao Now (feat. El Alfa)
- 2020 – Illuminati (con Anuel AA)
- 2020 – Life like Me
- 2020 – Watafuk?! (con Morgenštern)
- 2021 – Racks To The Ceiling (con Ronny J, featuring Tory Lanez)
- 2021 – Contacto (con Nesi)
- 2022 – Mona Lisa (featuring Soulja Boy)
- 2022 – All The Sudden
- 2022 – 1ST OFF
- 2022 – Splurgin
- 2022 – I'm Back
- 2022 – Mosh Pit
- 2022 – She Knows (con Ty Dolla Sign)
- 2023 – Tesla (con Smokepurpp)
- 2023 – I sell
- 2023 – 6 Rings
- 2023 – Glow In The Dark